# Riferibilità
La riferibilità è la proprietà di una misura di essere rapportata con valori noti a campioni appropriati, attraverso una catena ininterrotta di confronti, come indicato dal Vocabolario internazionale di metrologia o VIM.
Questa è una proprietà fondamentale che deriva dal concetto stesso di misura e di unità di misura. Senza questa, è teoricamente impossibile assegnare ad un valore misurato un'unità di misura riconosciuta, in quanto non vi sarebbe un collegamento certo ai campioni che la rappresentano.
Sebbene in teoria si potrebbe scegliere di avere una riferibilità ad un'unità di misura arbitraria, normalmente quando si parla di "riferibilità", si intende riferibilità a campioni/unità di misura riconosciuti in sede nazionale o internazionale, e che quasi sempre fanno riferimento alle unità di misura del Sistema internazionale delle unità di misura - SI.

## Esempio
Si potrebbe costruire un righello tracciando una scala graduata su un'assicella di legno.
Con questo rudimentale strumento, si potrebbero anche effettuare delle misure lineari, riferendosi alle tacche presenti sullo stesso. Ciò nonostante, non si potrebbero definire le misure in termini di centimetri o decimetri, in quanto le tacche sono state tracciate senza raffrontarsi con quelle unità di misura.
Per poter effettuare delle misure in termini di centimetri, bisogna confrontare il righello con un altro di cui sia stato assicurato un rapporto (riferibilità) con il "metro campione". Conoscendo la distanza delle tacche in termini di centimetri è possibile effettuare delle misure riferite al metro del SI, con una risoluzione definita dalla distanza tra le tacche.

## Trasferimento della riferibilità
La riferibilità è una caratteristica che viene acquisita attraverso l'operazione di taratura. 
Durante la taratura le letture dello strumento in esame vengono messe in relazione con un campione che già dispone di una sua riferibilità all'appropriata unità di misura.
La strumentazione che viene tarata presso i laboratori metrologici (laboratori accreditati) acquisisce la capacità di fare misure riferibili, e per questo spesso viene chiamata strumentazione dotata di riferibilità (o "strumentazione con riferibilità"). In Italia l'INRiM, l'Istituto Nazionale di Ricerca Metrologica, permette la riferibilità di ogni misura al SI.
Recentemente si è discusso molto sul ruolo che la qualità della taratura ha sul trasferimento della riferibilità, dal campione allo strumento in esame (tarando). In particolare sono stati cercati dei limiti ragionevoli di precisione e metodologia, oltre i quali non è più assicurato nessun collegamento tra quanto letto dal tarando e la relativa unità di misura (ovvero assenza di riferibilità). L'orientamento preminente sembrerebbe quello di non porre limiti sulla precisione della taratura, ma quello di fare attenzione alle metodologie assicurate dai laboratori metrologici (ovviamente i laboratori che possono assicurare ottime metodologie possono assicurare precisioni migliori). L'argomento è ancora alquanto controverso in quanto si intrecciano interessi economici e imposizioni legislative o normative.

## Catena di riferibilità
Data la scarsa accessibilità ai campioni primari delle unità di misura, per permettere di dare la riferibilità della moltitudine di strumenti di misura esistenti, è stato creato un sistema di campioni secondari che trasmettono via via la riferibilità agli altri strumenti, seguendo la seguente procedura:
Campione primario => n-esimo campione secondario nazionale/internazionale => campioni secondari aziendali => n-esimo strumento d'uso comune.
Ad ogni simbolo "=>" corrisponde un'operazione di taratura che trasmette la riferibilità. Alla fine del processo, tutti gli strumenti hanno la riferibilità all'unità di misura rappresentata dal campione primario.
L'esistenza di una catena ha un prezzo: man mano che ci si allontana dal campione primario, la precisione con cui si può misurare la grandezza diminuisce.
In termini metrologici si dice che l'incertezza di misura cresce man mano che ci si allontana dal campione primario. Questo fenomeno è dovuto alle seguenti cause:
- tutti gli strumenti coinvolti presentano (chi più, chi meno) errori non correggibili;
- anche la stessa l'operazione di taratura produce degli errori di misura;
- tutti gli errori non correggibili (e quelli non corretti) di un anello della catena, vengono ereditati come incertezza di misura dall'anello successivo.

L'aumento dell'incertezza di misura non implica la perdita di riferibilità, ma può creare seri problemi all'utente finale che può ritrovarsi fra le mani uno strumento non usabile per lo scopo che si era riproposto.